# Puerto deportivo de Fuenterrabía

Contraseña de la provincia marítima de Pasajes a la que pertenece.

El Puerto de Deportivo de Fuenterrabía es un puerto deportivo español situado en la localidad guipuzcoana de Fuenterrabía. Este puerto ofrece un gran desarrollo urbanístico y se ha convertido en un barrio más del propio municipio. No siempre se puede construir este tipo de zonas porque el entorno de otras localidades no cuenta con tanta línea de agua como Fuenterrabía. Se presenta como una evolución natural de la ciudad dado su espíritu marítimo ampliando también el espacio comercial y de distensión mediante la incorporación de paseos peatonales, locales comerciales, clubes deportivos y amplio espacio de aparcamiento (unas 2000 plazas) para facilitar el acceso y dar servicio tanto al puerto como a la playa.

## Información histórica
El puerto de Fuenterrabía fue inaugurado en el año 2000, aumentando la oferta de amarres para embarcaciones deportivas en la provincia de Guipúzcoa en una cantidad de 685. El éxito del proyecto es tal que la lista de espera para conseguir un amarre es de 150 embarcaciones.

## Datos generales
- Localización: Latitud: 43º 17' 06" N,  Longitud: 2º 21' 02” W
- Contacto y datos administrativos:

- Organismo propietario: Deportivo Euskadiko Kirol Portua S.A. Puerto Deportivo de San Sebastián
- Tipo de gestión: Coodirección Gobierno Vasco-Ayuntamiento de San Sebastián
- Dirección: Muelle de La Lasta, 1. San Sebastián (20003) Guipúzcoa
- Tel/Fax: 943 64 17 11 / 943 64 60 31

- Accesibilidad. A Fuenterrabía se puede llegar de distintas formas:

- Por tren: la estación internacional de Irún puede enlazarse con trenes a cualquier destino de Europa. En cuanto a trenes españoles, llegan líneas de Renfe y de ferrocarriles vascos.
- En avión: El término municipal de Fuenterrabía cuenta con el aeropuerto de San Sebastián, que recibe vuelos desde varias ciudades españolas.
- En coche: La autopista A 8 Bilbao-Behovia, La N-1 y la N-121 (desde Pamplona)
- Por mar: por la bahía de Txingudi, ya sea con embarcación propia o mediante los barcos que cada 15 minutos salen del puerto deportivo de Hendaya hacia Fuenterrabía.

## Información técnica
- Criterios de diseño en planta

- Calado mínimo: 3 m
- Eslora máxima: 16 m
- Número de puestos de atraque: 685
- Canal VHF: 9
- Tamaño máximo: 15 metros de eslora

## Atraques y servicios
- Organismos gestores

- Dirección de Puertos y Asuntos Marítimos (Duque de Wellington 2, Vitoria. Álava - Tf.: (34) 945 019739 - Fax: (34) 945 019742)
- Servicio Territorial de Puertos de Vizcaya (Gran Vía 85, 8º Bilbao - Tf.: (34) 944 031323 - Fax: (34) 944 031325)
- Servicio Territorial de Puertos de Guipúzcoa (Muelle 23. 20003 San Sebastián - Tf.: (34) 943 422275 - Fax: (34) 943 426875)
- Capitanía Marítima (Zona portuaria s/n.. Pasajes. Guipúzcoa -Tf.: (34) 943 352616 Fax: (34) 943 351348)
- Centro Meteorológico Territorial del País Vasco (Miracruz, 32 - Tf.: (34) 943 274030)

- Servicios existentes:

- Astillero: La Marina
- Carros varaderos: 2 La Marina. Cofradía
- Grúas: 3, de 1,5 y 5 Tm y 1 privada
- Talleres de reparaciones
- Tomas de agua
- Tomas de combustible
- Tomas de electricidad

## Información económica
- Precios de amarres (precios por metro cuadrado (eslora máxima por manga máxima de la embarcación y día)

- Embarcaciones Residentes:

- Pantalán chipironeras (Dique Norte):	 0,1112€
- Resto de pantalanes:

- Anual:	 0,1887€
- Temporada alta (más de 30 días-- mayo a septiembre): 0,2658€
- Temporada baja (más de 30 días - octubre a abril):	0,1411€

- Embarcaciones en tránsito (estancia máxima 30 días al año. Precios por metro cuadrado (eslora máxima por manga máxima) de la embarcación

- forfait mensual (precio mes por m²)

- julio – agosto 	11,6378€
- Abr. – may. – jun. – sep	8,8118€
- De octubre a marzo	5,4030€

## Otros puertos con amarres para embarcaciones deportivas en Guipúzcoa
- Puerto deportivo de Guetaria
- Puerto deportivo de Orio
- Puerto deportivo de Zumaya
- Puerto deportivo de Deva
- Puerto deportivo de San Sebastián

- Datos: Q9064554